# ФК „Враждебна“
Вижте пояснителната страница за други значения на Враждебна.
ФК Враждебна е български футболен отбор от квартал Враждебна София. Състезава се в А ОГ София - Столица (Група 1). Отбор е основан през 1953 година като „Овен“ (село Враждебна). Разформирован през 1994/95 и възстановен през 2020 година като ФК Враждебна..

### Последни 10 сезона
| Сезон     | Име       | Група                                | Място | Нац. Купа |
|           |           |                                      |       |           |
| 2020 – 21 | Враждебна | ОГ София (столица). Северна подгрупа | 8     |           |
| 2021 - 22 | Влаждебна | ОГ София (столица). Северна подгрупа | 7     |           |